# Џоел Кембел
Џоел Натанијел Кембел Самјуелс (енгл. Joel Nathaniel Campbell Samuels; 26. јун 1992) је костарикански фудбалски репрезентативац. Игра на позицији нападача.

## Светско првенство у фудбалу 2014.
Дана 14. јуна 2014. постигао је свој први гол на Светском првенству у фудбалу 2014. на утакмици против Уругваја, која је завршила победом Костарике 3-1.

## Трофеји

### Олимпијакос
- Првенство Грчке (1) : 2013/14.

### Арсенал
- ФА Комјунити шилд (1) : 2014.

### Репрезентација Костарике
- Копа сентроамерикана (1) : 2014.